# Secte
Pour les groupes religieux et spirituels minoritaires fondés à l'époque moderne, voir Nouveau mouvement religieux.
Une secte est une communauté humaine dont les membres suivent avec rigueur une même doctrine religieuse, philosophique ou, plus rarement, politique. 
Appliqué à la réalité contemporaine, le terme, dont les significations et les connotations ont beaucoup évolué d'une époque et d'une société à l'autre, ne fait pas l'objet d'un consensus sémantique et encore moins d'une définition juridique universelle. Selon l'acception négative (héritage du discours hérésiologique de l'Antiquité tardive) qu'il a prise dans certaines langues d'aujourd'hui, le vocable « secte » est assez fréquemment associé à l'idée d'intransigeance et de contrainte psychologique, voire de manipulation mentale. Dans cette même perspective, les sectes sont alors caractérisées comme des groupes fermés au monde extérieur et souvent dirigés par un chef charismatique (un « gourou » au sens dépréciatif du mot), dont l'autorité ne se discute pas et qui peut être entouré d'une forme de vénération.
Le terme a dans plusieurs langues, et particulièrement en français, une connotation péjorative, voire polémique,, et tend à désigner un groupe ou une organisation dont les croyances, les pratiques ou le comportement sont jugés obscurs, inquiétants ou nocifs. Les responsables des groupes dits « sectaires » sont souvent accusés d'étouffer la liberté individuelle au sein du groupe ou de manipuler mentalement leurs membres, en s'appropriant parfois leurs biens et en les maintenant par divers procédés dans un état de sujétion psychologique et physique. Les abus financiers et sexuels, le harcèlement, notamment de personnes mineures et vulnérables, sont des composantes importantes de nombre de dérives sectaires.
La connotation négative du terme « secte » est récusée non seulement par les groupes visés, mais aussi par un certain nombre de juristes et de sociologues, dont les membres du CESNUR. Selon l'anthropologue française Nathalie Luca, « un groupe devient sectaire lorsqu'il se ferme ».

## Dénomination
D'un point de vue étymologique, le terme « secte » vient du latin secta signifiant « voie que l'on suit, parti, cause, doctrine »,. Le substantif secta est lui-même issu du verbe sequi, qui signifie « suivre » : tous les auteurs latins de la période classique ou des premiers siècles de l'Empire ont bien conscience de cette origine. La dérivation étymologique à partir du latin secare (« couper ») — dont le supin est sectum et le participe passé sectus, -a, -um, homonyme, au féminin, du substantif secta, d'où la confusion — est indiscutablement erronée, mais ce phénomène tardif (première attestation autour de 400 ap. J.-C.), encouragé par le développement de l'hérésiologie chrétienne, a connu des résurgences intermittentes jusqu'à notre époque. Par exemple, le Littré (qui possède des déficiences en matière étymologique) mentionne les deux étymologies.
En français, le mot apparaît pour la première fois au XIIe siècle sous la forme « siecte » dans le Roman de Brut du poète normand Wace qui raconte l'histoire légendaire de l'île de Bretagne. C'est ensuite au début du XIVe siècle, dans la Chronique métrique de Philippe le Bel de Geoffroy de Paris, qui dénonce alors les membres de l’ordre du Temple récemment condamnés pour hérésie, que le terme prend la forme « secte » qu'on lui connait aujourd'hui.

## Correspondance des mots en langues européennes

### Faux ami en anglais
Le mot « secte » n'a pas de connotation péjorative en anglais, où le mot sect est plutôt neutre, comme c'était le cas du mot français à l'origine. En revanche, le terme cult désigne ce que le français entend actuellement par « secte », comme dans l'expression cargo cult (cultes du cargo). Le mot « culte » en français ne possède, à l'inverse, aucune connotation péjorative (en général).

### Autres langues européennes
Dans les langues européennes autres que l'anglais, les termes apparentés à sect, tels que l'espagnol secta, le portugais seita, le polonais sekta, le suédois sekt, le néerlandais sekte, l'allemand Sekte ou le hongrois szekta, sont parfois utilisés pour renvoyer à un groupe religieux ou politique nuisible.
En dehors de la France et de la Belgique, le désir de catégoriser ce qu'est une « secte » est moins prononcé. La scientologie a fait l'objet de critiques et même de procès en Allemagne et aux États-Unis, mais au titre du droit commun.

## Historique de la notion de secte

### Antiquité
L'idée neutre de « secte » (au sens d'« école de pensée », « tendance ») s'exprime en grec ancien par le terme αἵρεσις / haíresis (option, opinion particulière, groupe doctrinal, parti), qui a pour équivalent le latin secta. Le mot hérésie désignait initialement le choix ou la préférence pour une doctrine, avant d'acquérir la connotation péjorative que l'Église catholique lui associa : celle de doctrine dissidente, voire égarée.
Plusieurs grandes religions actuelles, à l'origine, furent des sectes issues de religions plus anciennes et déjà bien implantées. Ainsi, le christianisme s'est d'abord développé comme une évolution au sein du judaïsme.
L'Antiquité ne donnait pas de connotation négative aux termes « secte » ou « hérésie », mais elle faisait en revanche une distinction entre religion licite ou non. C'est en tant que religion illicite que les croyances et les usages des premiers chrétiens, au début du IIe siècle, furent qualifiés par Pline le Jeune de « superstition déraisonnable et sans mesure ». De même, mais avec plus de sévérité et surtout avec une animosité absente chez Pline, le polémiste hellénophone Celse, dans son pamphlet rédigé vers 178, accusa les chrétiens de vouloir miner l'ordre social et former un État dans l'État ; entre autres griefs, il leur reprocha de nuire à la santé publique en détournant le peuple de recourir aux médecins reconnus et en leurrant les naïfs par d'illusoires promesses de guérison,.

### Acception péjorative dans l'Empire romain chrétien
C'est dans le sens de sous-branche de religion que l'on peut parler de « sectes » à propos des groupements issus du bouddhisme, de l'hindouisme, du shintoïsme ou du taoïsme. Mais autant ces religions n'affichent pas de politique particulière envers la dissidence, autant le christianisme, se voulant par nature universel, a mis en garde contre la multiplicité des écoles, avant de la proscrire et d'user, à son encontre, de procédés coercitifs ou radicaux : dans son aire de domination, toute dissidence, qualifiée tantôt d'hérésie, tantôt de schisme, a donc eu une connotation péjorative et a été susceptible de répression. Constantin Ier, puis Théodose le Grand, soucieux de consolider l'unité de l'Empire romain, redéfinirent la notion d'orthodoxie en affirmant que le magistère doctrinal de l'Église chrétienne et l'autorité souveraine du pouvoir impérial étaient interdépendants. L'acception positive du mot secta fit les frais de cette théologie politique : la législation impériale du Bas-Empire chrétien criminalisa le libre choix en matière religieuse, et le terme secta devint dès lors un quasi-synonyme des mots haeresis et schisma.

### Application au protestantisme
Le terme « secte protestante » entre dans le langage courant par la porte de la polémique antiprotestante et de l'apologétique catholique. En effet, à partir de l'excommunication de Luther en 1521, l'Église catholique considère le protestantisme comme une hérésie, ce qui entraîne une longue série de conflits meurtriers aux XVIe et XVIIe siècles et de nombreux massacres, les plus connus étant ceux de la Saint-Barthélemy, le 24 août 1572, et de Magdebourg, le 20 mai 1631.
C'est le prédicateur et apologète Jacques-Bénigne Bossuet qui popularise la notion de « secte protestante », qui devient monnaie courante à partir de la publication en 1688 de son Histoire des variations des Églises protestantes. Dans cet ouvrage qui connaît un grand retentissement, Bossuet tire adroitement argument de la diversité des protestants pour affirmer qu'il ne peut s'agir de la « vraie foi ». Puis l'érudit protestant Pierre Bayle multiplie, dans son monumental Dictionnaire historique et critique (paru en 1697 et réédité 8 fois au cours du XVIIIe siècle), les articles sur des groupuscules parfois disparus ou sur de simples tendances indûment transformées en dénominations, avec bon nombre de doublons dus à la pluralité des appellations. Il va ainsi renforcer auprès des savants du XVIIIe siècle cette notion d'émiettement du protestantisme, alors qu'on pourrait aussi bien établir une longue liste des sectes issues du catholicisme.

### De l'Âge des Lumières auXIXesiècle
Dans l'article « Secte » de son Dictionnaire philosophique (1764) (un article qui vise en réalité les religions), Voltaire classe comme sectaire toute croyance non acceptée universellement ou non prouvée d'une manière évidente.
Au XVIIIe siècle apparaît l'expression « esprit de secte », toujours dépréciative, et correspondant à peu près au mot moderne « sectarisme » (forgé à la fin du XIXe siècle). La mentalité en question, propre aux groupes se constituant autour d'une doctrine ou d'une croyance, est associée à l'idée de dogmatisme (on disait autrefois « doctrinarisme ») et se caractérise par l'intransigeance, le particularisme jaloux, l'aveuglement, l'obscurantisme, voire le fanatisme. Un consensus sémantique, du moins quant aux connotations, s'établit : athées, agnostiques, libres-penseurs, déistes, catholiques, orthodoxes, protestants, tous les courants spirituels et intellectuels s'accordent, jusqu'à la fin du XIXe siècle et au-delà, pour flétrir l'esprit de secte.
Turgot, en 1750, décèle rétrospectivement l'esprit de secte chez les premiers philosophes (de l'Antiquité), où il le juge naturel « parce que l'orgueil se nourrit de l'ignorance ». Turgot est réputé haïr l'esprit de secte, qu'il remarque notamment chez les économistes (surtout les physiocrates comme Quesnay),. Dans son sillage, Condorcet écrit (en 1793-1794) au sujet des doctrines philosophiques de la Grèce antique : « Ces écoles rivales se combattaient avec cette animosité que produit l'esprit de secte, et souvent l'on y sacrifiait l'intérêt de la vérité au succès d'une doctrine à laquelle chaque membre de la secte attachait une partie de son orgueil ».
Germaine de Staël, dans son essai De l'Allemagne (1813), se pique d'analyser la question objectivement et d'un point de vue déjà ethnologique : l'esprit de secte serait le propre des Allemands, et l'esprit de parti le propre des Français. En 1816, le diplomate et essayiste orthodoxe Alexandre Stourdza écrit, en visant Chateaubriand, que l'esprit de secte fait méconnaître « tous les dons de l'esprit de paix, de concorde et de vérité ». En 1821, le révolutionnaire belge Louis de Potter, à la fois libéral et catholique, rappelle que le déisme, en principe opposé à l'esprit de secte, y tomba pendant la Révolution française et devint secte à son tour, « c'est-à-dire [une doctrine] fanatique, intolérante et cruelle ». Le saint-simonien Armand Bazard, en 1829, proteste : « Nous n'avons pas l'esprit de secte, car, dans le sens que l'on donne à ce mot, l'esprit de secte porte ceux qui en sont animés à repousser tout ce qui les entoure ; nous, au contraire, nous allons au-devant de tous les partis, nous les appelons avec amour […] ».
En 1846, le protestant évangélique Agénor de Gasparin (1810-1871) condamne avec feu l'esprit de secte « qui espère bien détourner à son profit le magnifique travail auquel Dieu appelle les chrétiens d'aujourd'hui ». Le philanthrope Joseph-Gabriel Prévost (1793-1875), dans son testament rédigé en 1871, où il fait un legs (à lui suggéré par le jeune Ferdinand Buisson) pour pérenniser un orphelinat qu'il avait créé onze ans plus tôt à Cempuis, demande « que l'établissement ait toujours pour directeurs, instituteurs et institutrices des laïques, afin que les enfants qui diffèrent de culte y soient recueillis et traités d'une façon égale et sans esprit de secte ».
En 1878, l'érudit, poète et penseur catholique Dubois-Guchan (1802-1881) décèle l'esprit de secte dans le jésuitisme, le jansénisme, ainsi que « de nos jours [dans] le clergisme, l'ultramontanisme ou le gallicanisme ». George Sand, en 1880, déplore « que l'esprit de secte ait survécu parmi nous au régime d'oppression qui pouvait le faire excuser ». Dans la pensée de Ferdinand Buisson (1841-1932), de protestant devenu libre-penseur et apôtre de l'enseignement laïque, « le rejet total des dogmes et de l'esprit de secte est […] une constante ». Ainsi, le terme « secte » et ses dérivés, dans le débat d'idées et de croyances de la France du XIXe siècle, deviennent irrémédiablement péjoratifs, et leur application à un groupe ou à une personne relève de l'accusation ou de l'offense.

### Époque contemporaine
Robert Schroeder — un des fondateurs de l'association chrétienne Vigi-Sectes — perçoit la chrétienté actuelle comme une mosaïque de plus de cinq cents sectes, affirmant toutes être l'authentique Église de Jésus-Christ. Selon lui, le but des sectes apparues à l'intérieur du christianisme est « l’asservissement de l’homme et non son salut ». Se référant au double thème de la « servitude » et de l'« affranchissement » dans le Nouveau Testament, il note que « les sectes imposent souvent à leurs adeptes des servitudes que ne connaissaient pas les premiers chrétiens ». Le critère de distinction doit donc être tiré de l'examen des méthodes employées par telle ou telle Église.
Dans la seconde moitié du XXe siècle apparaissent des groupes qu'un certain nombre de sociologues appellent nouveaux mouvements religieux, et qui ne correspondent plus à la typologie webero-troeltschienne. Comme causes possibles de leur émergence, on cite la baisse de fréquentation des religions traditionnelles, le « désenchantement du monde », et l'effondrement d'idéologies comme le communisme, qui amènent à une perte de valeurs et de repères. Par ailleurs, certains sociologues et théologiens estiment que le phénomène de mondialisation a permis l'apparition d'un véritable « supermarché du religieux » où le choix des croyances est plus vaste.
La notion de secte possède donc un caractère relatif pouvant évoluer au cours du temps. En toute rigueur, une secte qui se développe ne cesse pas pour autant d'être une secte et ne se métamorphose pas nécessairement en religion. La définition du concept n'est pas quantitative (importance numérique ou durée), mais qualitative, d'où la faiblesse d'une formule à la fois récente et célèbre, malgré son origine obscure (certains l'attribuent faussement à Ernest Renan) : « Qu'est-ce qu'une Église (variante : une religion), sinon une secte qui a réussi ? ».
Dans les années 1980, à la suite de scandales qui ont alarmé l'opinion publique, tels que suicides collectifs, affaires politico-financières, polygamie, sorcellerie, affaires de viol et de pédophilie, ou exercice illégal de la médecine, le terme « secte », utilisé pour désigner ces mouvements, a pris une forte connotation péjorative, devenant synonyme de groupe totalitaire et dangereux, ou en tout cas de système aliénant et forçant ses adeptes à se placer en position de rupture avec la société et ses normes.
Récemment, certains de ces mouvements investissent le créneau du développement personnel et de la psychothérapie. La Miviludes, dans son rapport de 2009, tire la sonnette d'alarme sur les psychothérapeutes sectaires et contribue en France à la régulation de la profession en juillet 2010.
Le sociologue Arnaud Esquerre considère que « la secte en tant qu’organisation totalitaire, à visée thérapeutique, spirituelle, philosophique ou religieuse, et au sein de laquelle les adeptes sont manipulés mentalement, est une invention française et collective des années 1970 et 1980 ».[source insuffisante]

## Définitions

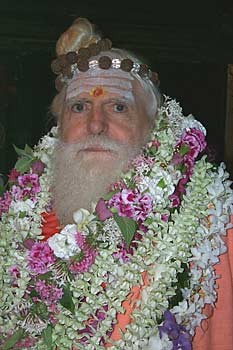
L'image et la fonction du gourou, expressions traditionnelles de la culture religieuse du sous-continent indien, ont pris un sens fortement péjoratif en Occident (ici Robert Hansen, écrivain américain et gourou hindouiste shivaïte, ayant fondé un ashram hindou à Kauai en Hawaii).

### Vocabulaire
Le mot « secte » a deux sens en français : un groupe de personnes suivant et adhérant à une même doctrine (terme neutre, d'usage classique mais quelque peu vieilli), ou un groupe fermé sur lui-même, sous l'influence de gourous (sens péjoratif). Depuis le dernier tiers du XXe siècle, le mot est, dans le langage commun, utilisé d'une manière péjorative pour désigner une organisation religieuse socialement non légitime.
Par une extension assez récente (années 1970-1980) de cette seconde acception, le terme « secte » peut également être appliqué, d'une manière plus ou moins approximative, aux groupes, religieux ou non, jugés ou reconnus comme aliénants, psychologiquement destructeurs ou socialement dangereux, et menés généralement de manière autocratique par un « gourou » fanatique et/ou profiteur-manipulateur,. La difficulté de sa caractérisation vient du fait que le terme est passé d'un contenu théologique à un phénomène sociologique sans que ce dernier ait pu être délimité par un cadre juridique.
En 1993, la Commission nationale consultative des droits de l'homme proposait cette définition : « Groupement se présentant ou non comme une religion, dont les pratiques constatées sont susceptibles de tomber sous le coup de la législation protectrice des droits des personnes ou du fonctionnement de l'État de droit ».
L'expression « mouvement coercitif » avait, un temps, été utilisée comme un substitut au terme « secte » (voir le rapport parlementaire de 1995). Le rapport de 1999 de la MILS donnait la définition plus brève : « Association de structure totalitaire, déclarant ou non des objectifs religieux, dont le comportement porte atteinte aux droits de l'homme et à l'équilibre social. »

### Définition juridique
En France, la loi ne définit pas, à dessein, ce qu'est une secte afin de ne pas porter atteinte aux libertés de conscience, d'opinion et de religion constitutionnelles. En revanche, elle définit et condamne ce qu'elle appelle les « dérives sectaires », à savoir les comportements abusifs des organisations et leurs dirigeants en ce qu'elles sont attentatoires aux droits de l'homme ou aux libertés fondamentales, constituent une menace à l'ordre public, ou encore sont contraires aux lois et aux règlements, commis dans le cadre particulier de l'emprise mentale vis-à-vis de personnes vulnérables (notamment les enfants ou les personnes en situation de détresse).
En 2002, le juriste criminaliste Arnaud Palisson proposait dans sa thèse de doctorat une définition juridique de la « secte nocive » en se fondant sur des notions préexistantes et restrictives de droit pénal : « personne morale à but philosophique, spirituel ou religieux dont les organes ou les représentants commettent, pour son compte, des infractions pénales en tant qu'auteur ou complice ». La même année, la sociologue Nathalie Luca donnait cette définition « groupe (…) dont l'État ne veut pas se porter garant, estimant ses valeurs en contradiction avec les valeurs de la société ».
En 2008, les associations antisectes, les commissions parlementaires et les missions du gouvernement disent étudier le comportement d'un groupe vis-à-vis de ses membres au cas par cas plutôt que d'analyser les préceptes du groupe (ce qui équivaudrait à une évaluation objective des actes plutôt que des croyances). Divers critères sont employés pour cette étude :
- la manipulation mentale des adeptes, qui est toujours présente dans les cas de dérives sectaires,
- l'organisation pyramidale et la centralisation du pouvoir aux mains d'une personne avec autorité charismatique, comme un gourou, ou d'un collège restreint de dirigeants,
- l'extorsion de fonds,
- le fait que la doctrine se présente comme exclusive,
- la rupture avec l'environnement d'origine,
- l'existence d'atteintes à l'intégrité physique,
- l'embrigadement des enfants,
- le discours antisocial,
- les troubles à l'ordre public,
- les démêlés judiciaires.

### Définitions qui ne sont plus admises
Certains mouvements ont pu être considérés comme sectaires sur la base d'autres critères, notamment le simple fait qu'ils soient nouveaux ou en rupture avec les idées ou les religions établies.
Les acteurs de la lutte anti-sectes ne sont parfois pas tous d'accord pour combattre certains groupes en particulier, comme l'Office culturel de Cluny, les mormons ou l'anthroposophie. Lors d'une commission parlementaire belge, Anne Morelli, historienne belge s'est inquiétée du risque que la relative nouveauté d'un groupement religieux ou sa petite taille le désigne automatiquement comme une secte.
Selon le professeur de théologie Harvey Cox, quatre mythes sont récurrents dans la mise à l'index de ces mouvements, le mot mythe ne signifiant pas ici que ces aspects ne puissent pas être présents dans un groupe, mais plutôt que ces thèmes reviennent invariablement, quand bien même ils n'existeraient pas dans ce groupe :
- le mythe de la subversion : la secte représente une menace pour la société ;
- le mythe sexuel: la secte se livre à des pratiques sexuelles perverties : pédophilie, orgies, polygamie, viols, ou abstinence totale ;
- le mythe de la dissimulation : la secte est volontairement trompeuse ;
- le mythe du mauvais œil : la secte a recruté ses adeptes par la manipulation mentale, car personne n'y aurait adhéré volontairement.

Ken Wilber distingue les groupes problématiques, voire destructeurs, de ceux qui peuvent être clarificateurs, voire bénéfiques, en utilisant comme critères :
- le degré de maturité ;
- l'intégration dans la société ;
- le type d'autorité exercé dans le groupe.

### Définition sociologique
Dans cette typologie, le type Secte n'a de sens que par opposition au type Église : elle est la contrepartie dissidente de la religion, dont elle occupe la place au milieu des institutions profanes.
Françoise Champion résume ainsi cette opposition :

« Selon [Weber et Troeltsch], on naît dans l'Église, qui est coextensive à la société, mais on entre dans une secte par conversion. Selon eux, également, l'Église accepte un compromis avec le monde, alors que la Secte le récuse. Enfin, dans l'Église, il y a deux catégories de personnes : clercs ou religieux d'un côté, laïcs de l'autre. Aux premiers, une morale exigeante ; aux seconds, une morale plus accessible. Cette distinction clercs-laïcs ne se retrouve pas dans la Secte : tous les membres y sont, en principe, égaux et tous sont soumis à la même morale, exigeante. »

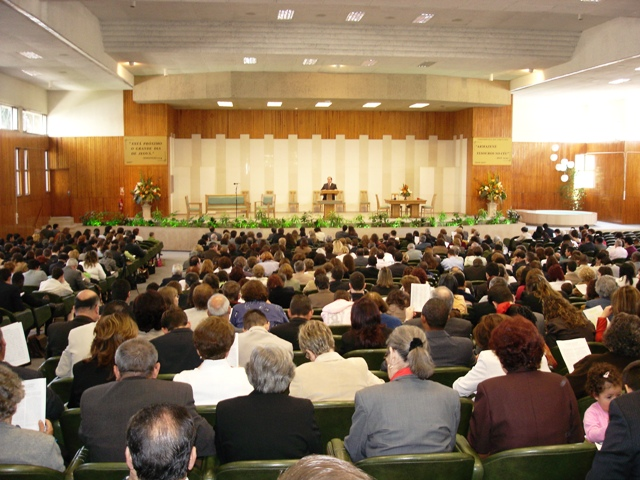
Une assemblée de Témoins de Jéhovah.

Avec le temps la secte se banalise, commence à faire des concessions ou des compromis, et se rapproche finalement du type Église.
La rupture entre la secte au sens péjoratif et la société est un point fondamental. Cette rupture est pratiquement toujours considérée comme un dommage, qui selon les points de vue, sera imputé aux membres de la secte, ou au contraire à la société. Qui dit dommage dit réparation, avec là encore des interprétations variables : prévention et juste punition pour les uns, persécution pour les autres. L'affaire peut dégénérer en conflit ouvert et guerre civile, comme cité plus haut pour le protestantisme.
Certains considèrent que cette définition, qui persista jusqu'à la fin du XXe siècle, est aujourd'hui inadaptée au changement sémantique du mot secte. Les polémiques sur le sujet ne facilitent pas l'accord sur le sens du mot et donc sa définition. Dans ces conditions, la définition sociologique est encore considérée par certains intellectuels comme la meilleure.
Des sociologues de religion comme Sabrina Pastorelli ou Danièle Hervieu-Léger ont travaillé sur ce thème. Dans son livre Approche de la sociologie religieuse, cette dernière, après une brève présentation de l'incapacité de la justice à offrir une définition convenable et un historique des politiques gouvernementales de lutte contre les « menaces » sectaires, résume la vision symbolique française du phénomène sectaire : celui-ci serait en fait identifié à une maladie qui attaquerait le corps social. Le rôle de l'État serait de détruire cette maladie et de venir en aide aux victimes. Hervieu-Léger note au passage le rôle des associations antisectes dans l'élaboration de cette vision, en particulier avec le « délit de manipulation mentale ».
Elle présente sous la forme d'un marché de biens symboliques un portrait de la religion (qu'elle définit comme une inscription dans une lignée croyante) et de la spiritualité (bricolage symbolique, au sens de Roger Bastide de manière individuelle).

## Sectes et religions

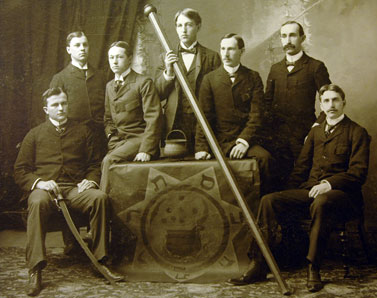
Les « 7 mystiques », une ancienne société secrète aux États-Unis.

### Diversité des points de vue sur les sectes
Les polémiques autour des sectes sont souvent alimentées par l'ambivalence de ce mot, déjà signalée plus haut. Outre le sens étymologique et premier, d'école spirituelle ou communauté qui soit suit fidèlement l'enseignement d'un maître (acception primitive et neutre), soit est entrée en dissidence d'une religion installée (acception susceptible d'une connotation dépréciative), on distingue :
- un sens positif revendiqué, depuis la fin du XXe siècle, par les nouveaux mouvements religieux : groupe d'individus libres exerçant ensemble une activité dans un champ religieux ou spirituel, comme d'autres s'associent dans un domaine artistique, avec son système de croyances ou sa philosophie originale, plus ou moins perfectionné et des adeptes, apparemment, non manipulés mentalement ;
- un sens négatif « fort » (répandu depuis les années 1970) : toute organisation, y compris les sociétés secrètes, ayant été condamnée pour préjudices envers ses adeptes, manipulés mentalement ou ayant subi d'autres contraintes ;
- un sens négatif « étendu » (quasi contemporain du précédent) : toute organisation soupçonnée d'exercer une manipulation mentale sur ses adeptes afin de les exploiter. Les deux acceptions négatives du terme sont à présent celles adoptées par les médias et par la population à leur suite.

Par rapport aux sectes, les positions vont dépendre des convictions religieuses et philosophiques sous-jacentes des intervenants :
- les militants antireligieux auront tendance à minimiser toute différence entre le terme secte et le terme religion (ou spiritualité) et emploieront parfois le sens négatif étendu. Ainsi, des communautés appartenant à des religions installées sont considérées comme des « sectes » (au sens péjoratif du terme) par les mouvements antisectes ainsi que par les médias comme la Communauté Saint-Jean[62] chez les catholiques.
- les défenseurs des grandes religions auront, pour certains, tendance à adopter le sens négatif fort, afin de désigner par secte tous les mouvements qu'ils jugent dangereux (et seulement ceux-là) et, pour d'autres situations, appliqueront de manière générale le sens de nouveau mouvement religieux, plus valorisant pour eux. Selon l'historienne belge Anne Morelli[63], les grandes religions présentent des caractéristiques qui peuvent laisser penser qu'elles ne diffèrent pas essentiellement des mouvements sectaires. D'autres auteurs apportent un point de vue différent, en considérant que les « grandes religions » ne peuvent être assimilées aux sectes, en tout ou en partie, parce qu'elles sont reconnues, admises et intégrées à la société[64]. Toujours selon Anne Morelli, c'est le label décerné par le gouvernement du pays qui les héberge qui donnerait aux groupes religieux la qualification de secte ou non[65].
- les défenseurs des libertés spirituelles choisiront également, indépendamment de leurs propres convictions religieuses, de limiter le sens négatif fort à partir de critères objectifs (jugements des tribunaux par exemple), afin d'éviter que la dénomination secte n'entraîne une méfiance injustifiée vis-à-vis de groupes religieux ou philosophiques qui ne pratiquent apparemment pas la manipulation mentale, ou pas plus, au demeurant, que n'importe quel groupement humain.

L'appellation de secte au sens négatif étendu est fondée sur la notion de manipulation mentale, difficile à identifier et, plus particulièrement, à distinguer de l'endoctrinement religieux.

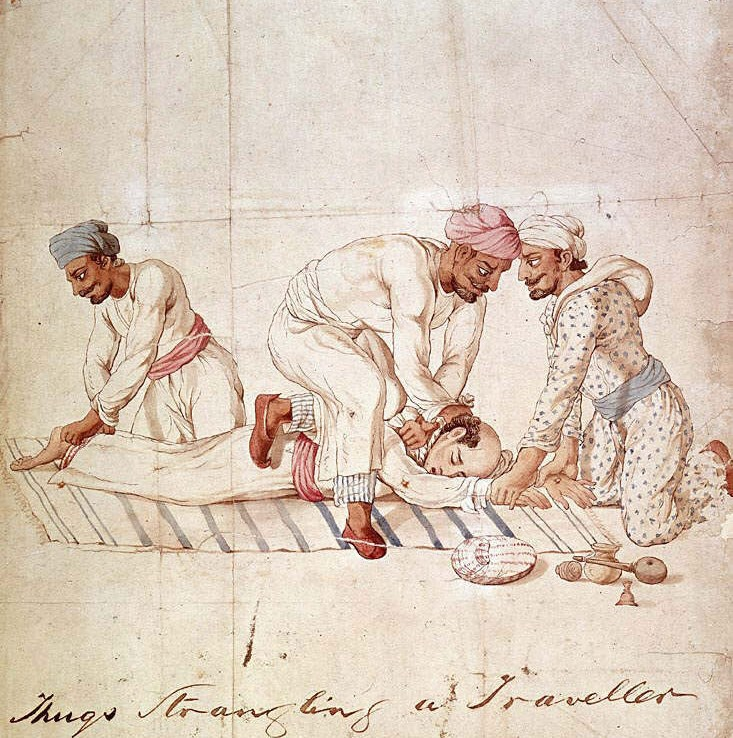
Les Thugs constituaient une secte d'adorateurs de Kali.

### Dans l'hindouisme
Dans son livre sur l'hindouisme, l'indianiste Axel Michaels explique que le mot « secte », dans un contexte indien, ne désigne pas une rupture avec la communauté ou une exclusion, mais plutôt « une tradition organisée, généralement établie par les fondateurs avec des pratiques ascétiques ». Selon Michaels, « les sectes indiennes ne se concentrent pas sur l'hérésie — que l'absence d'un centre obligatoire rend, de fait, impossible —, mais mettent plutôt l'accent sur les adhérents et les adeptes ».

### Dans le christianisme
À l'origine, le christianisme apparaît comme une secte juive,. Divers mouvements récents issus d'un réveil religieux sont parfois considérés, du fait de leurs positions différentes et du petit nombre de leurs adeptes, comme des sectes par les autres mouvements chrétiens. L'historien Émile-Guillaume Léonard a fait remarquer en 1954 que ce critère numérique a conduit l'opinion publique en France à utiliser le mot « secte » pour le baptisme en raison de la situation minoritaire du mouvement dans le pays, alors qu'aux États-Unis la situation majoritaire du mouvement ne permettait pas le même scénario. Cette attitude du groupe chrétien majoritaire vis-à-vis des groupes minoritaires est moins présente dans les pays où le pluralisme religieux est ancré dans la société, comme en Grande-Bretagne et aux États-Unis. Selon le rapport 2016-2017 de la Miviludes, en France, le deuxième mouvement religieux qui comptait le plus de signalements pour de présumées dérives sectaires était le christianisme évangélique, et majoritairement dans le courant pentecôtiste pour des églises non membres du Conseil national des évangéliques de France,. En 2020, le mouvement a eu plus de 200 signalements, majoritairement dans le courant néo-charismatique,.

### Dans le bouddhisme
Le mot secte désignait autrefois, dans les études universitaires portant sur le bouddhisme, les différents groupes ou écoles qui suivaient les enseignements de Gautama Bouddha et ne signifiait pas « secte » dans le sens qui lui est actuellement donné, mais plutôt « sangha » (en sanskrit) qui veut dire une communauté de pratiquants. À tort ou a raison, un certain nombre de nouveaux mouvements religieux d'inspiration bouddhiste, regroupés au Japon sous le qualificatif de Shinshūkyō ont reçu le qualificatif de « sectes » dans le sens conventionnel qui lui est actuellement donné.
Les tibétologues françaises Anne-Marie Blondeau et Anne Chayet font cependant remarquer que le terme de secte a une connotation péjorative ou négative en français.

## Scandales et médiatisation
Des affaires de suicides collectifs ou d'agressions sexuelles ont défrayé la chronique depuis 1978 entraînant une importante médiatisation du phénomène et provoquant de profondes inquiétudes.

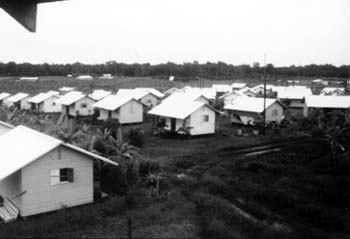
Les maisons de la communauté de Jonestown, Guyana, lieu d'un suicide collectif qui a attiré l'attention mondiale sur la problématique des nouveaux mouvements religieux.

Ainsi des suicides collectifs ou des massacres, ont choqué l'opinion publique, d'autant plus qu'une partie des victimes étaient des enfants.
- Le 18 novembre 1978, 914 adeptes du Temple du Peuple (People's Temple), dont 260 enfants, moururent par absorption volontaire de cyanure ou assassinés dans le temple de Jonestown au Guyana ; le Gourou, Jim Jones, fut retrouvé mort d'une blessure à la tête par arme à feu.
- Le 19 septembre 1985, 60 adeptes de Datu Mangayanon se suicidèrent à Mindanao aux Philippines.
- Le 1er septembre 1986, 7 adeptes de l'Église des Amis de la vérité se suicidèrent à Wokayama au Japon.
- Le 28 août 1987, 32 adeptes de Park Soon Ja se suicidèrent à Séoul en Corée du Sud.
- Le 19 avril 1993, 76 adeptes davidiens, dont 21 enfants, périrent dans l'incendie de leur ferme, durant le second assaut déclenché par le F.B.I. avec l'accord du président Clinton, acte final du siège mené par la police à Waco, au Texas, depuis 51 jours.
- À trois reprises de 1994 à 1997, des adeptes de l'Ordre du Temple solaire furent retrouvés morts, par suicide ou assassinés : le 4 octobre 1994, 53 adeptes, dont 16 enfants, dans deux villages de Suisse, Cheiry et Salvan ; le 23 décembre 1995, 16 adeptes parmi lesquels 3 enfants, retrouvés carbonisés dans le Vercors en France et le 24 mars 1997, 5 autres adeptes furent retrouvés morts au Québec ;
- Le 26 mars 1997, 39 adeptes de la secte Heaven's gate (Porte du Paradis) se suicidèrent par ingestion de phénobarbital, dans une villa de Rancho Santa Fé, en Californie.
- Le 18 mars 2000 : À Kanungu, en Ouganda, près de 500 adeptes de la secte apocalyptique de Joseph Kibwetere, le Mouvement pour la restauration des dix commandements de Dieu, s'immolèrent ou furent brûlés vifs dans leur église ; un charnier de près de 500 personnes fut découvert ensuite dans les environs.
- Le 28 mai 2014 à Zhaoyuan, en Chine, le meurtre sectaire du McDonald's de Zhaoyuan suscita une grande émotion dans le monde entier.

D'autres affaires ont également marqué l'opinion :
- 1995 : le chef spirituel des Chevaliers du Lotus d'or, Gilbert Bourdin, fut mis en examen à la suite d'accusations de « viols et agressions sexuelles » sur une ex-adepte ;
- 20 mars 1995 : l'attentat au gaz sarin perpétré par des membres de Aum Shinrikyo dans le métro de Tôkyô fit 12 morts et plus de 5 000 blessés ;
- 17 mars 2000, l'ex-médecin Ryke Geerd Hamer, déjà condamné deux fois en Allemagne et une fois en Autriche, a été condamné pour « exercice illégal de la médecine en France, complicité de non-assistance à personne en danger, complicité d'exercice illégal de la médecine, escroquerie » à la peine de dix huit mois d'emprisonnement dont neuf mois avec sursis simple, en application des articles 406 et suivants et 485 du Code de procédure pénale français, de l'article L. 372 du Code de la Santé publique. Il a été également condamné à des amendes en dédommagement aux familles de ses victimes. Deux membres d'une association, dirigées par l'ex-médecin ont été condamnées pour exercice illégal de la médecine, non-assistance à personne en danger et à dédommager les familles de leurs victimes. Elles poussaient les malades du cancer à abandonner leur traitement et à envoyer des dons.
- 26 décembre 2002 : la société Clonaid prétendit avoir abouti à la naissance du premier bébé cloné, une fille nommée Ève, créée par le Mouvement raëlien toujours en activité au Québec ; ce clonage n'a en réalité jamais eu lieu.

Les sectes sont particulièrement nombreuses en Corée du Sud (une centaine, dont certaines comptent des dizaines de milliers de fidèles) et sont régulièrement mêlées à des scandales : en 2018, Lee Jaerock, gourou de l'Église de Manmin (12 000 membres), a été condamné pour viol ; l'année suivante, Shin Ok-ju, prophétesse de la secte de la Voie de la grâce, est condamnée pour détention et torture de 400 fidèles. Le plus haut niveau de l'État est également concerné : Choi Soon-sil, proche de la présidente Park Geun-hye (toutes deux arrêtées en 2018 pour détournement de fonds publics), était la fille d'un autoproclamé prophète qui eut une grande influence sur la future cheffe de l'État lorsqu'elle était jeune. En 2020, l'Église Shincheonji de Jésus est mise en cause pour avoir contribué à propager l'épidémie de Covid-19 dans le pays en refusant de respecter les mesures sanitaires.
La forte médiatisation du « phénomène sectaire » a pu conduire l'opinion publique à amalgamer entre elles des organisations aux aspirations pourtant très différentes. Ainsi, par le même terme générique de « secte », on a désigné autant des groupes criminels, dangereux, pédophiles, polygames, et totalitaires que des nouveaux groupements religieux, ésotériques ou simplement excentriques, en décalage avec la société, qui n'ont jamais été coupables de tels actes.
Si cette médiatisation a eu pour effet de mettre en lumière des abus au sein de certains groupements, elle a parfois été très préjudiciable à des personnes ou des organisations.
Les défenseurs des mouvements dits sectaires mettent en avant le fait que certaines personnes, à la suite de la découverte de leur appartenance à des groupements considérés comme sectaires, ont été licenciées, se sont vu refuser la garde d'un enfant ou ont subi la rupture de leurs contrats commerciaux.

## Lutte contre les sectes
Ce qui est communément dénommé "secte", pose un épineux problème d'ordre public, en même temps qu'il pose le problème des libertés. En effet, évaluer l'influence et la dangerosité sectaire est difficile, à cause de leur caractère hermétique.
Un débat oppose depuis longtemps ceux qui pensent que, face aux mouvements considérés comme sectaires et dangereux, l'autorité se doit d'intervenir pour protéger les citoyens et, de l'autre côté, ceux qui estiment que l'État n'a pas le droit d'enfreindre les libertés de religion et d'association des citoyens. C'est l'opinion qu'exprime le sociologue canadien Daniel G. Hill (en) :

« La société qui apprécie ses libertés doit accepter de ne pas pouvoir toujours protéger ceux qui renoncent volontairement à leur indépendance, consacrent leurs biens à des causes vaines ou s'engagent dans des pratiques qui leur sont nuisibles. Là où les questions de foi et d'association sont en cause, l'individu qui est vraiment libre n'est pas seulement libre de jouir de ses choix mais aussi d'en souffrir. »

Selon la sociologue des religions Danièle Hervieu-Léger, si l'on présuppose que l'État doit intervenir pour « réguler » les comportements religieux, il est nécessaire de connaître le nouveau contexte religieux contemporain (pluriel, individuel, etc.) afin d'« assurer la protection des personnes et protéger le droit à la radicalité religieuse ». Elle évoque l'aberration conceptuelle qui fait croire qu'un individu choisissant d'entrer dans une secte n'exercerait en fait aucune volonté autonome.
Les États sont donc contraints d'osciller entre la tolérance applicable à toutes formes de spiritualité et d'adhésion à un dogme, et la protection des individus et de la société.
En fonction de leur propre définition du terme secte et des organisations classées comme sectes dans leur pays, certains gouvernements ont mis en place des procédés de lutte contre certaines pratiques et certaines organisations.

### En Europe
En Europe, les gouvernements français, belge et allemand ont réuni des commissions de travail qui ont déterminé de manière différente l'opportunité de publier des listes non exhaustives de mouvements ã surveiller.
En France, au début de l'été 1982, le premier ministre Pierre Mauroy demande au député de Seine-et-Marne Alain Vivien un rapport sur le phénomène sectaire en France. Six mois plus tard celui-ci remet un rapport de 200 pages avec 3 000 pages d'annexes : il recense de 130 à 800 sectes plus ou moins actives en France, surtout à Paris et à Lyon, mais aussi dans l'Est, rassemblant de 400 000 à 500 000 sympathisants et quelques dizaines de milliers d'adeptes. Y sont cités des mouvements implantés depuis plusieurs décennies comme les témoins de Jéhovah, les mormons, les rose-croix mais aussi des mouvements venus des États-Unis à partir du début des années 1970 : Enfants de Dieu, Hare Krishna, Scientologie, Méditation transcendantale, moonisme. Certains de ces mouvements, comme par exemple les Enfants de Dieu — qui seront dissous en France en 1978 car ils prostituaient leurs jeunes adeptes femmes dans l'espoir d'attirer de « gros poissons » fortunés — ont ému l'opinion publique puis les autorités, en France comme en Allemagne et aux États-Unis, par leurs pratiques agressives et souvent illégales.
En 1982, le député britannique Richard Cottrell a fait établir, sur l'activité de nouveaux mouvements religieux, un rapport qui est resté sans suite. En 1992, le député britannique John Hunt établit un autre rapport qui mène à la Recommandation de l'Union européenne no 1178. En 1994, la Fédération européenne des centres de recherche et d'information sur le sectarisme (FECRIS) est créée à l'initiative de la France.

#### En France
Le 18 décembre 1974, les statuts de l'Association pour la défense des valeurs familiales et de l'individu (qui deviendra ADFI) ont été déposés par Claire et Guy Champollion. En janvier 1975, Ouest-France a été le premier média au monde à utiliser l'expression « la secte Moon ».
Dans ce contexte, la France s'est engagée dans une lutte dont l'objectif fut d'abord de « lutter contre les sectes » puis « de réprimer les dérives sectaires ». La France est un pays laïc dont l'État doit respecter tous les cultes et n'en reconnaître aucun, ces mouvements sont donc licites et seuls leurs délits sont répréhensibles.

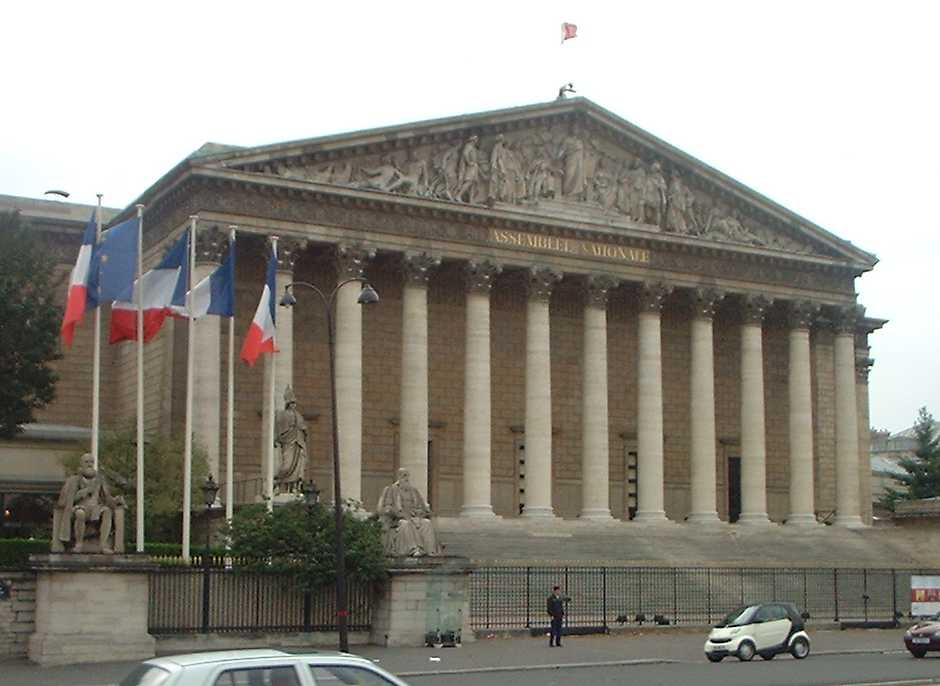
Plusieurs commissions parlementaires, en France, se sont penchées sur la question des sectes.

Plusieurs commissions d'enquêtes ont été initiées depuis le début des années 1980 à l'Assemblée nationale afin d'enquêter de manière plus approfondie sur le phénomène sectaire. Le gouvernement s'est également doté d'un nouvel organisme interministériel appelé « MILS » quand il était question de « lutte contre les sectes » puis « Miviludes » pour « réprimer les dérives sectaires ».
La commission parlementaire no 2468, présidée par Alain Gest, a publié en 1995 une liste de 173 mouvements jugés sectaires, et proposé des modifications de législation qui ont mené au vote de la loi About-Picard en 2001. La liste de sectes, très controversée, a été officiellement abandonnée par la circulaire du 27 mai 2005 relative à la lutte contre les dérives sectaires.
En février 2009, des tensions existaient cependant au sein du gouvernement autour du projet d'une nouvelle liste.
En 2001, la loi About-Picard a renforcé la législation sur la notion d'abus de faiblesse et a déterminé les cas où une organisation convaincue de dérives sectaires peut être dissoute. Elle accorde aux associations antisectes reconnues d'utilité publique le droit de se porter partie civile dans les procès.
La France est un des pays les plus engagés dans cette lutte en Europe, et à l'origine de positions controversées qui lui valent quelques critiques, y compris de la part de l'Assemblée parlementaire européenne et du Congrès américain.

##### L'emprise des sectes sur les enfants
La fragilité des enfants et leur vulnérabilité aux manœuvres de groupes jugés sectaires sont à l'origine d'une commission parlementaire en 2006 dédiée à « L'influence des mouvements à caractère sectaire et conséquences de leurs pratiques sur la santé physique et mentale des mineurs ». Les secteurs d'activité qui font régulièrement l'objet de plaintes de parents extérieurs sont : les milieux sportifs, le monde associatif, les activités périscolaires, de vacances et de loisirs,. Selon la Miviludes, soixante mille à quatre-vingt mille enfants vivraient dans un contexte sectaire.

##### Les critères de dérive sectaire
En France, certains auteurs, les associations antisectes et la Miviludes ont établi des critères de dérives sectaires. La Miviludes, tout en reconnaissant la difficulté d'« appréhender la notion de dérive sectaire », en propose huit :
- la déstabilisation mentale ;
- le caractère exorbitant des exigences financières ;
- la rupture avec l'environnement d'origine ;
- l'existence d'atteintes à l'intégrité physique ;
- l'embrigadement des enfants, le discours antisocial, les troubles à l'ordre public ;
- l'importance des démêlés judiciaires ;
- l'éventuel détournement des circuits économiques traditionnels ;
- les tentatives d'infiltration des pouvoirs publics.

Mais de telles listes de critères ne font pas l'unanimité. Certains auteurs mettent en avant que « limiter le concept de dérives sectaires à un champ confessionnel (…) pourrait renforcer certains risques de stigmatisation » ou que « la présence d'un seul critère, bien qu'elle constitue par elle-même un signe négatif, ne suffit pas à diagnostiquer une dangerosité quelconque », que les critères sont vagues et pourraient s'appliquer à n'importe quel groupe organisé ou encore que ces critères manquent de « validité scientifique ».
Finalement, deux incriminations nouvelles ont été créées par la loi About-Picard du 12 juin 2001, :
- La limitation auprès de la jeunesse de la promotion des personnes morales qui pratiqueraient une sujétion psychologique ou physique lorsque cette personne morale ou ses dirigeants ont déjà fait l'objet de condamnations pénales pour certaines infractions (atteinte à la vie, violences, mise en péril de mineurs, exercice illégal de la médecine, fraudes, publicité mensongère…) : la violation de cette interdiction est punie d'une amende (article 19 de la loi) ;
- L'extension de l'abus frauduleux de l'état d'ignorance ou de faiblesse aux cas où des techniques de « pressions psychologiques réitérées » abolissent le discernement du membre de la secte au point de lui faire commettre des actes qui lui sont « gravement préjudiciables »[102].

Toutefois Georges Fenech, alors président de la Miviludes, reconnaît par une lettre du 22 janvier 2009 que : « … notre droit français ne connaît même pas de définition juridique de la secte ». À la date de 2016, rien n'a d'ailleurs véritablement changé.

#### En Belgique
En Belgique, la publication d'un rapport similaire en 1997 a provoqué une violente controverse au Parlement, qui a renoncé à définir une liste de sectes, et a valu à l'État belge une condamnation par la Cour d'appel de Bruxelles le 28 juin 2005, arrêt toutefois mis à néant par la Cour de cassation le 1er juin 2006. Dans les conclusions de ce rapport figure la recommandation de créer un « observatoire des sectes ». Il existe depuis 1998 sous le nom de Centre d'information et d'avis sur les organisations sectaires nuisibles. La Cour Constitutionnelle de Belgique a confirmé la constitutionnalité de ce dispositif par un arrêt no 31 du 21 mars 2000. Un avis du Centre a été poursuivi en responsabilité civile pour imprudence en 2006. Condamné en première instance, le Centre a obtenu gain de cause en appel et a vu la prudence de son avis reconnue par la Cour d'appel de Bruxelles dans un arrêt du 12 avril 2011.

#### En Suisse
En Suisse, le Conseil Fédéral se garde de tout amalgame entre des groupes « sans lien entre eux » et se prévaut que « la liberté de conscience et de croyance ainsi que le droit d'association sont des droits ancrés dans la Constitution fédérale ». Ainsi mises à part les actions pénales, l'État suisse n'intervient pas directement contre les sectes, terme qui n'a pas de définition légale. Le Conseil fédéral a estimé en 2000 que la législation en vigueur était suffisante, mais que des études sur ces mouvements seraient nécessaires. Les compétences religieuses se situant au niveau de chaque canton, certains d'entre eux ont créé en 2002 un « Centre d'information sur les croyances » pour répondre au besoin d'information sur les mouvements qualifiés de sectes.

### En Chine
Le régime chinois profite du flou existant en Occident autour du sens donné au terme « secte » qui oscille entre polémique anti-sectaire et discours scientifique neutre, pour justifier a posteriori sa répression violente de certains mouvements dénoncés comme « sectes hérétiques » (xiejiao), dont le plus connu est le Falun Gong. Ce mouvement a été perçu par les autorités chinoises comme une menace contre la suprématie politique du parti communiste chinois. Les autorités chinoises affirment que le Falun Gong a répliqué sous l'impulsion de son fondateur, Li Hongzhi, aujourd'hui réfugié aux États-Unis, par des manifestations d'opposition massives et pacifiques de désobéissance civile. Les autorités chinoises expliquent que le Falun Gong ferait courir des risques graves à la santé de ses adeptes et qu'il inciterait même ses membres à se suicider en s'immolant par le feu. Cependant, le consensus universitaire et journalistique est bien différent puisque les auteurs qui ont étudié le Falun Gong affirment que cette catégorisation est fausse et n'a pour finalité que de servir de justification à la répression en Chine. L'argument principal mis en avant par ces auteurs est que le Falun Gong ne correspond pas aux critères habituels d'une secte, en particulier, les pratiquants de Falun Gong sont intégrés à la société, ont un travail, une famille et ne font preuve d'aucune violence.
Pour un public occidental, le terme « secte » place immédiatement le Falun Gong dans la même catégorie que des groupes tels que l'Ordre du Temple solaire ou l'Église de l'Unification, ce qui explique pourquoi les pratiquants de Falun Gong protestent contre cette catégorisation.
En France, la Miviludes (mission interministérielle de lutte contre les dérives sectaires) ne considère pas le Falun Gong comme une secte. Selon elle, aucun organisme comparable, ni aucun État ne considère Falun Gong comme une secte, mais des personnalités de la lutte anti-sectes américaines, comme Rick Ross et Margaret Singer le considèrent cependant ainsi,.
L'UNADFI, principale association anti-secte française, relève les actions du gouvernement chinois envers le mouvement mais critique néanmoins les méthodes du fondateur Li Hongzhi. Elle s'appuie essentiellement sur les affirmations de Rick Ross. Cependant, la légitimité de ce dernier sur le sujet du Falun Gong est remise en question depuis qu'il a donné des conférences en Chine à la demande du régime chinois afin de justifier a posteriori la répression violente contre le mouvement.

### En Amérique

#### Au Canada
Au Canada, l'organisme à but non-lucratif Info-Secte, fondé par Mike Kropveld, offre de l'information au public concernant divers groupes présents au Canada, notamment les sectes et autres groupes coercitifs.

## Point de vue des sociologues
Pour les sociologues, les notions de secte, d'église et de nouveaux mouvements religieux sont difficiles à démêler dans la mesure où les différents acteurs sociaux appelés à définir ou à utiliser ces expressions ne sont pas d'accord entre eux. L'emploi de ces trois termes est extrêmement controversé.
En 1998, l'anthropologue française Nathalie Luca ne considérait pas que le mot secte avait une connotation péjorative et l'associait à un groupe en rupture avec une Église :

« L'exemple magistral en est la naissance du protestantisme. À la Réforme, un besoin de radicalité s'exprime, pour revenir au plus proche d'un christianisme authentique moins imprégné de la vie sociale. C'est une démarche volontaire et pleinement religieuse de chrétiens engagés. La secte — le mot n'a pas de connotation péjorative — est une force de rupture par rapport à l'Église dont elle est issue et qu'elle accuse de se compromettre avec le monde. La réforme a donné naissance à quantité de groupes radicaux, de « sectes ». Mais, à chaque époque, on retrouve ce besoin de radicalité: Baptistes, Témoins de Jéhovah, Pentecôtistes, Charismatiques, protestants et catholiques, etc. Et comme la radicalité est difficilement viable à long terme, peu à peu la secte se « routinise », perd de sa ferveur initiale, et devient une Église vouée à d'autres réactions sectaires et schismes ! »

En 2008, elle a toutefois donné une autre définition du mot secte, qui correspond davantage à un groupe qui se ferme aux autres, en refusant le mariage pour ses membres, en refusant les échanges économiques avec la société et en adoptant un langage incompréhensible.

## Controverses
Le rapport de la Commission parlementaire sur les sectes en France de 1995 a été critiqué par la communauté internationale, notamment en 1999 dans un rapport américain sur la liberté religieuse dans le monde, pour ne pas avoir rencontré les groupes accusés et avoir incité à l'intolérance envers les minorités religieuses. En 2005, la MIVILUDES a considéré le rapport de la Commission parlementaire sur les sectes en France de 1995 comme étant obsolète en raison de ses nombreuses erreurs et imprécisions. En 2021, un rapport de la MIVILUDES a critiqué ce rapport pour son absence de critères objectifs et pour avoir été basé sur l'acceptation sociale du moment, stigmatisant des groupes exempts de toutes dérives sectaires avérées.

## Dans la fiction

### Films sur les sectes
- Colonia, film de Florian Gallenberger (2015)
- Les Éblouis, film de Sarah Suco (2019)
- Once Upon a Time… in Hollywood, film de Quentin Tarantino (2019)

### Apparitions au cinéma
- Dans le film Young Sherlock Holmes, une secte d'origine égyptienne appelée « Rame Tep » est connue pour ses rituels traditionnels et ses sacrifices.
- Dans le film Hot Fuzz, sorti en 2007, une secte regroupe presque tous les habitants de Sandford, un village qui prétend prôner « 0 % meurtres ».
- Dans la saga Harry Potter, Lord Voldemort crée sa secte composée de « mangemorts », afin de purifier les sorciers des « nés-moldus ».

### Télévision
- Dans l'épisode Un monde parfait de la série Famille d'accueil, une secte connue sous le nom de « Fraternité du salut », aussi discrète que dangereuse.
- Dans l'épisode Le Combat de l'ange de la série Joséphine, ange gardien, une secte du nom de « Connaissance et Harmonie »
- Dans la série La Prophétie d'Avignon, l'« Ordre des frères de Judas » est une secte criminelle existant depuis le Moyen Âge. Leur but est de rassembler tous les trésors datant de l'époque des papes d'Avignon.
- Dans Les Simpson, l'épisode Un coup de pied aux cultes parodie plusieurs sectes américaines.
- Dans South Park, les sectes ont souvent étés parodiées. Les épisodes qui ont pour thème les sectes sont : Les Super Meilleurs Potes, Piégé dans le placard et Le Retour de Chef.
- Dans le film The Veil, les membres d'une secte connue sous le nom de « Voile du paradis » ont organisé un suicide collectif en ingérant de la drogue.
- Dans la série anthologique American Horror Story, la saison 7 a pour thème celui des sectes.
- Dans la série Game of Thrones, la « secte des moineaux » est composée de religieux fanatiques, dont la plupart sont reconnaissables à leur marque, une rosace scarifiée sur le front. 
 Son histoire est basée sur une Église catholique médiévale.
- Les Inconnus ont joué un sketch qui met en scène une secte fictive appelée la « Secte du grand Gourou Skippy » (jeu de mots en référence à Skippy le kangourou)
- Dans Les Vacances de l'amour, l'épisode "Le roi de cœur".
- Dans Alerte Cobra, l'épisode "Les enfants du soleil".
- Dans Agence Acapulco, l'épisode "La Belle et le Ravisseur".
- Dans Millennium (série télévisée, 1996), l'épisode "Le visage de la bête".

### Bande dessinée
- Dans l'album La secte à Raymonde de la série Agrippine, une femme prétendant être la « sœur de Dieu » recrute des adeptes qui ne sont d'autres que des jeunes en manque de repères.
- Dans l'album Les Cigares du pharaon des aventures de Tintin, apparaît une secte de trafiquants d'opium, dirigée par Rastapopoulos.
- Dans l'album Le Lotus bleu des aventures de Tintin, « les fils du Dragon » est une secte chinoise qui lutte contre les trafiquants d'opium.
- Dans Le Triangle secret, on y retrouve parfois quelques cérémonies organisées par les francs-maçons, dont le personnage principal fait partie.
- Dans Les Gardiens du sang, la secte portant le même nom est une organisation criminelle existant depuis le Moyen Âge.
- Dans l'album Tintin au Congo des aventures de Tintin, une référence à la secte des Aniotas est faite par Hergé.

### Jeux vidéo
- Dans le jeu Far Cry 5, l'antagoniste principal Joseph Seed dirige la secte « d'Edens Gate » dans la vallée fictive de Hope County localisée dans le Montana.

#### Ouvrages et articles généraux
- Eileen Barker, New religious movements : a practical introduction. London, HMSO, 1989, rééd. 1991 etc.
- Gérald Bronner, Vie et mort des croyances collectives. Paris, Hermann, coll. "Société et Pensées", 2006.
- Jean-Pierre Chantin, Des sectes dans la France contemporaine. 1905-2000. Contestations ou innovations religieuses ?. Toulouse, Privat, 2004.
- Françoise Champion et Martine Cohen (sous la direction de), Sectes et démocratie. Paris, Seuil, 1999.
- Régis Dericquebourg, Les mouvements religieux minoritaires : aspects et problèmes. Sarreguemines, Association d'étude et d'information sur les mouvements religieux, 1992.
- La Peur des sectes, Montréal, Fides, 2001 (ISBN 2-7621-2301-1, lire en ligne), p. 12.
- Arnaud Esquerre, La manipulation mentale : sociologie des sectes en France. Paris, Fayard, 2009.
- Danielle Hervieu-Léger, La religion en miettes ou la question des sectes. Paris, Calmann-Lévy, 2001.
- (en) Janet L. Jacobs, Divine disenchantment : deconverting from new religions. Bloomington, Indiana University Press, 1989.
- Jacques Lefebvre, « Église ou secte », in La Revue réformée n° 195, 1997/4
- John Lofland et Norman Skonovd, « Conversion motifs », Journal for the Scientific Study of Religion, vol. 20, no 4, 1981, p. 373-385.
- Nathalie Luca, Individus et pouvoirs face aux sectes. Paris, Armand Colin, 2008.
- Nathalie Luca, Les sectes. Paris, PUF, coll. "Que sais-je ?" (no 2519), 2004.
- Nathalie Luca et Frédéric Lenoir, Sectes : mensonges et idéaux. Paris, Bayard, 1998.
- Étienne Ollion, « La secte sécularisée : étude d'un processus de requalification conceptuelle », Genèses, vol. 1, no 78, 2010, p. 25-47.
- Vassilis Saroglou, Louis-Leon Christians, C. Buxant, S. Casalfiore, Mouvements religieux contestés. Psychologie, droit et politiques de précaution. Bruxelles et Gand, Politique scientifique fédérale, Academia Press, 2005.
- Romy Sauvayre, « Contradictions factuelles, doutes et rupture des croyances défiant le sens commun : une dynamique contre-intuitive », in B. Guy (dir.), Ateliers sur la contradiction. Nouvelle force de développement en science et société. Paris, Presses de l'École des Mines, 2010, p. 303–312.
- Romy Sauvayre, Croire à l'incroyable. Anciens et nouveaux adeptes. Paris, PUF, 2012.
- Romy Sauvayre, « La croyance à l'épreuve : une dialectique émotionnelle et cognitive », in J. Aden, T. Grimshaw et H. Penz (dir.), Enseigner les langues-cultures à l'ère de la complexité : approches interdisciplinaires pour un monde en reliance. Bruxelles, P.I.E. Peter Lang, 2010, p. 121–134.
- Séminaire Sectes et laïcité 2003-2004. Actes disponibles au téléchargement
- Jean-Paul Willaime, « Les définitions sociologiques de la "secte" », in Francis Messner (éd.), Les « sectes » et le droit en France. Colloque de Strasbourg, Université Robert Schuman, 13-14 juin 1997. Paris, PUF, 1999, p. 21-46.

#### Approche juridique
- Cyrille Duvert, Sectes et droit. Presses universitaires d'Aix-Marseille - PUAM, 2004, 470 p.
- Nicolas Guillet, Liberté de religion et mouvements à caractère sectaire. Paris, LGDJ, coll. "Bibliothèque de droit public" (no 235), 2003, XI-672 p.
- Nicolas Guillet (dir.), Les difficultés de la lutte contre les dérives sectaires, Actes du colloque du Groupe d'études sur les sectes de Saint-Priest. Paris, L'Harmattan, coll. "Religion et sciences humaines", 2007, 222 p.
- Gilbert Klein, Les sectes et l'ordre public. Ouvrage préfacé par Jean-Claude Fortier et par Jacques Guyard. Presses universitaires de Franche-Comté. Paris, Impr. Jouve, 2005, 350 p.
- Yannick Thiels, « La critique des mouvements religieux minoritaires. Des reproches de Celse quant au christianisme primitif aux accusations anti-sectes à l'égard des minorités de conviction », Revue interdisciplinaire d'études juridiques, 65 (2010/2), p. 179-206. URL : http://www.cairn.info/revue-interdisciplinaire-d-etudes-juridiques-2010-2-page-179.htm

#### Danger des sectes
- Jean-Marie Abgrall, Les Charlatans de la santé. Paris, Payot, 1998.
- Jean-Marie Abgrall, Les Sectes de l'Apocalypse : gourous de l'an 2000. Paris, Calmann-Lévy, 1999.
- Jean-Marie Abgrall, La Mécanique des sectes. Manipulations mentales et pratiques coercitives. Paris, Payot & Rivages, 1996.  (ISBN 2-228-89505-9)
- Jean-Loup Adénor et Timothée de Rauglaudre, Le Nouveau Péril sectaire, Robert Laffont, 2021  (ISBN 9782221255322)
- Thierry Baffoy, Antoine Delestre et Jean-Paul Sauzet, Les Naufragés de l'Esprit : des sectes dans l'Église catholique, Paris, Seuil, 1996.
- Dominique Biton, Sectes, gourous etc. : éviter aux ados de se laisser piéger. Paris, Albin Michel, 2003.
- Annick Drogou (CCMM, Centre Roger Ikor), Le dico des sectes. Toulouse, éd. Milan, coll. "Les Dicos essentiels", 1998.
- Bernard Fillaire et Janine Tavernier, Les Sectes, Paris, Éditions du Cavalier bleu, coll. « Idées Reçues », 2003, 123 p. (ISBN 978-2-84670-054-2, lire en ligne)
- Anne Fournier, Mécanismes de l'emprise sectaire 2006 téléchargeable sur le site de l'UNADFI.
- Anne Fournier et Michel Monroy, La dérive sectaire. Paris, PUF, 1999.
- Roger Gonnet, La secte : secte armée pour la guerre : chronique d'une « religion » commerciale à irresponsabilité illimitée, Roissy, Alban Éditions, 19 novembre 1998, 275 p. (ISBN 978-2-911751-04-2, lire en ligne), p. 275.
- Tobie Nathan et Jean-Luc Swertvaegher, Sortir d'une secte. Paris, Les Empêcheurs de penser en rond, 2003.
- Arnaud Palisson, Grande enquête sur la scientologie : une secte hors la loi. Paris, Favre, 2003.
- Vivien Perrec, Les Témoins de Jéhovah. Analyse psychosociale. Paris, L'Harmattan, coll. "Questions contemporaines", 2012.
- Margaret Thaler Singer & Janja Lalich, Cults in our midst : the hidden menace in our everyday lives. New York, Jossey-Bass, 1996, rééd. sous le seul nom de M.T. Singer et avec pour nouveau sous-titre The continuing fight against their hidden menace. New York, John Wiley & Sons, 2003.
- Les sectes : état d'urgence (CCMM - Centre Roger Ikor). Paris, Albin Michel, 1995.  (ISBN 2-226-07711-1)
- Rapport d'Alain Gest au nom de la commission parlementaire d'enquête sur les sectes, La documentation française, 1996.

#### Livres favorables aux mouvements jugés sectaires
- Dick Anthony et Massimo Introvigne, Le lavage de cerveau : mythe ou réalité?. Paris, L'Harmattan, 2006.
- Alain Garay, L'activisme anti-sectes, de l'assistance à l'amalgame. Lewiston (New York), Edwin Mellen Press, 1999.
- Bernard Lempert, Le retour de l'intolérance : sectarisme et chasse aux sorcières. Paris, Bayard, 2002.
- Anne Morelli, Lettre ouverte à la secte des adversaires des sectes. Bruxelles, Labor, 1997, EPO, Berchem-Anvers, 1997.
- Serge Toussaint, « « Secte » sur ordonnance - Les Rose-Croix témoignent »(Archive.org • Wikiwix • Archive.is • Google • Que faire ?), par le grand maître de l'AMORC, livre sur les dérives sectaires en France, préfacé par Jeanine Tavernier, ex-présidente de l'UNADFI. Le Tremblay (27), Diff. rosicrucienne, 2006.